# Natação nos Jogos Olímpicos de Verão de 2024 - Revezamento 4x100 m livre masculino
A prova do revezamento 4x100 m livre masculino da natação nos Jogos Olímpicos de Verão de 2024 ocorreu em 27 de julho de 2024 na Paris La Défense Arena, em Paris. Um total de 70 nadadores de 16 Comitês Olímpicos Nacionais (CON) participaram do evento.

## Qualificação
Para os revezamentos, um máximo de 16 equipes qualificadas em cada evento eram permitidas para totalizar de 112 equipes de revezamento; cada CON poderia inscrever apenas uma equipe por prova. As três melhores equipes em cada revezamento no Campeonato Mundial de Esportes Aquáticos de 2023 em Fukuoka, Japão, reservaram diretamente uma vaga, enquanto as treze equipes restantes competiram pela qualificação por terem os melhores tempos nas eliminatórias e finais nos resultados combinado de 2023 e do Campeonato Mundial de Esportes Aquáticos de 2024, em Doha, Catar.

## Formato
A competição consiste em duas rodadas: preliminares e final. As equipes com os oito melhores tempos nas baterias preliminares avançam a final. Desempates (swim-offs) são utilizados conforme necessário para quebrar os empates de avanço a próxima rodada.

## Calendário
Horário local (UTC+2)
| Data                | Horário | Fase         |
| ------------------- | ------- | ------------ |
| 27 de julho de 2024 | 10:00   | Preliminares |
| 27 de julho de 2024 | 20:30   | Final        |

## Medalhistas
|  | USA Estados Unidos                                                               |  | AUS Austrália                                                       |  | ITA Itália                                                                                       |
|  | Jack Alexy Chris Guiliano Hunter Armstrong Caeleb Dressel Ryan Held Matthew King |  | Jack Cartwright Flynn Southam Kai Taylor Kyle Chalmers William Yang |  | Alessandro Miressi Thomas Ceccon Paolo Conte Bonin Manuel Frigo Lorenzo Zazzeri Leonardo Deplano |

1. 1 2 3 4 5  Participaram apenas das preliminares, mas também receberam medalhas.

## Recordes
Antes desta competição, os recordes mundiais e olímpicos da prova eram os seguintes:
| Tipo | Atleta | Tempo   | Local  | Data                 |
| ---- | --- | ------- | ------ | -------------------- |
|      | USA Estados Unidos Michael Phelps (47.51) Garrett Weber-Gale (47.02) Cullen Jones (47.65) Jason Lezak (46.06) | 3:08.24 | Pequim | 11 de agosto de 2008 |
|      | USA Estados Unidos Michael Phelps (47.51) Garrett Weber-Gale (47.02) Cullen Jones (47.65) Jason Lezak (46.06) | 3:08.24 | Pequim | 11 de agosto de 2008 |

## Resultados

### Preliminares
As equipes com os oito melhores tempos, independente da bateria, avançam a final.
| Pos. | Bateria | Raia | CON                | Nadadores                                                                                              | Tempo   | Notas            |
| ---- | ------- | ---- | ------------------ | --- | ------- | ---------------- |
| 1    | 1       | 5    | CHN China          | Wang Haoyu (48.61) Chen Juner (48.10) Ji Xinjie (47.93) Pan Zhanle (46.98)                             | 3:11.62 | Q                |
| 2    | 2       | 4    | AUS Austrália      | Jack Cartwright (48.51) William Yang (48.39) Flynn Southam (47.91) Kyle Chalmers (47.44)               | 3:12.25 | Q                |
| 3    | 1       | 3    | GBR Grã-Bretanha   | Duncan Scott (48.61) Jacob Whittle (47.90) Alexander Cohoon (47.91) Tom Dean (48.07)                   | 3:12.49 | Q                |
| 4    | 2       | 5    | USA Estados Unidos | Ryan Held (48.52) Matthew King (48.40) Hunter Armstrong (47.50) Caeleb Dressel (48.19)                 | 3:12.61 | Q                |
| 5    | 2       | 3    | CAN Canadá         | Finlay Knox (49.03) Yuri Kisil (48.34) Javier Acevedo (48.15) Joshua Liendo (47.25)                    | 3:12.77 | Q                |
| 6    | 1       | 4    | ITA Itália         | Lorenzo Zazzeri (48.88) Leonardo Deplano (48.23) Paolo Conte Bonin (48.03) Manuel Frigo (47.80)        | 3:12.94 | Q                |
| 7    | 1       | 6    | HUN Hungria        | Nándor Németh (48.07) Szebasztián Szabó (48.02) Ádám Jászó (48.74) Hubert Kós (48.13)                  | 3:12.96 | Q                |
| 8    | 1       | 7    | GER Alemanha       | Josha Salchow (48.56) Rafael Miroslaw (47.87) Luca Armbruster (48.29) Peter Varjasi (48.43)            | 3:13.15 | Q,               |
| 9    | 1       | 2    | ESP Espanha        | Sergio de Celis (48.84) Luis Domínguez (48.27) César Castro (47.91) Mario Mollà (48.17)                | 3:13.19 | Recorde nacional |
| 10   | 2       | 6    | BRA Brasil         | Guilherme Caribé (48.57) Marcelo Chierighini (48.21) Gabriel Santos (48.86) Breno Correia (48.58)      | 3:14.22 |                  |
| 11   | 2       | 1    | SRB Sérvia         | Velimir Stjepanović (49.10) Nikola Aćin (48.66) Justin Cvetkov (49.44) Andrej Barna (47.48)            | 3:14.68 |                  |
| 12   | 1       | 1    | FRA França         | Hadrien Salvan (49.21) Rafael Fente-Damers (48.34) Guillaume Guth (48.66) Wissam-Amazigh Yebba (48.63) | 3:14.84 |                  |
| 13   | 1       | 8    | POL Polônia        | Mateusz Chowaniec (49.13) Dominik Dudys (48.75) Bartosz Piszczorowicz (48.39) Kamil Sieradzki (48.67)  | 3:14.94 |                  |
| 14   | 2       | 7    | ISR Israel         | Tomer Frankel (48.60) Gal Cohen Groumi (48.22) Denis Loktev (48.87) Alexey Glivinskiy (49.72)          | 3:15.41 |                  |
| 15   | 2       | 8    | SWE Suécia         | Robin Hanson (49.09) Björn Seeliger (48.61) Elias Persson (48.71) Isak Eliasson (49.30)                | 3:15.71 |                  |
| 16   | 2       | 2    | GRE Grécia         | Andreas Vazaios (49.50) Panagiotis Bolanos (49.68) Stergios Bilas (48.70) Odysseus Meladinis (49.59)   | 3:17.47 |                  |

### Final
As três equipes mais rápidas na final conquistam as medalhas.
| Pos.              | Raia | CON                | Nadadores                                                                                       | Tempo   | Notas            |
| ----------------- | ---- | ------------------ | ----------------------------------------------------------------------------------------------- | ------- | ---------------- |
| Medalha de ouro   | 6    | USA Estados Unidos | Jack Alexy (47.67) Chris Guiliano (47.33) Hunter Armstrong (46.75) Caeleb Dressel (47.53)       | 3:09.28 |                  |
| Medalha de prata  | 5    | AUS Austrália      | Jack Cartwright (48.03) Flynn Southam (48.00) Kai Taylor (47.73) Kyle Chalmers (46.59)          | 3:10.35 |                  |
| Medalha de bronze | 7    | ITA Itália         | Alessandro Miressi (48.04) Thomas Ceccon (47.44) Paolo Conte Bonin (48.16) Manuel Frigo (47.06) | 3:10.70 |                  |
| 4                 | 4    | CHN China          | Pan Zhanle (46.92 ) Ji Xinjie (48.58) Chen Juner (48.10) Wang Haoyu (47.68)                     | 3:11.28 |                  |
| 5                 | 3    | GBR Grã-Bretanha   | Matt Richards (47.83) Jacob Whittle (48.54) Tom Dean (47.72) Duncan Scott (47.52)               | 3:11.61 |                  |
| 6                 | 2    | CAN Canadá         | Josh Liendo (47.93) Yuri Kisil (48.18) Finlay Knox (48.26) Javier Acevedo (47.81)               | 3:12.18 |                  |
| 7                 | 8    | GER Alemanha       | Josha Salchow (48.28) Rafael Miroslaw (47.66) Luca Armbruster (48.43) Peter Varjasi (47.92)     | 3:12.29 | Recorde nacional |
| 8                 | 1    | HUN Hungria        | Nándor Németh (47.76) Szebasztián Szabó (48.46) Ádám Jászó (48.38) Hubert Kós (48.51)           | 3:13.11 |                  |

Legenda
| Recorde mundial      | Recorde mundial (World record)               |                       | Recorde africano                      | Recorde africano (African) |                                           | Q | Classificado por posição (Qualified) |
| Recorde olímpico     | Recorde olímpico (Olympic record)            | Recorde da América    | Recorde da América (Americas)         | q                          | Classificado por melhor tempo (Qualified) |   |                                      |
| Melhor marca do ano  | Melhor marca do ano (World leading)          | Recorde asiático      | Recorde asiático (Asian)              | DNS                        | Não largou (Did not start)                |   |                                      |
| Recorde nacional     | Recorde nacional (National record)           | Recorde europeu       | Recorde europeu (European)            | DNF                        | Não terminou (Did not finish)             |   |                                      |
| Recorde pessoal      | Recorde pessoal do atleta (Personal best)    | Recorde da Oceania    | Recorde da Oceania (Oceania)          | DSQ / DQ                   | Desclassificado (Disqualified)            |   |                                      |
| Recorde da temporada | Recorde da temporada do atleta (Season best) | Recorde sul-americano | Recorde sul-americano (South America) | NM                         | Sem marca (No mark)                       |   |                                      |